# Минаев, Георгий Дмитриевич
Георгий Дмитриевич Минаев — советский хозяйственный деятель, Герой Социалистического Труда.

## Биография
Родился в семье репрессированного кузнеца Минаева Дмитрий Николаевича (дата ареста 5 января 1938 года) и Меланьи Минаевой в 1930 году, в посёлке Ялта Первомайского района Донецкой области. Член КПСС.
С 1950 года — на хозяйственной, общественной и политической работе. В 1950—1995 гг. — работник сельского хозяйства в Донецкой области Украинской ССР, директор совхоза «Спартак» Ясиноватского района Донецкой области, генеральный директор ассоциации «Донецковощепром». 
Указом Президиума Верховного Совета СССР от 8 декабря 1973 года присвоено звание Героя Социалистического Труда с вручением ордена Ленина и золотой медали «Серп и Молот».
Делегат XXV съезда КПСС.

## Награды и звания
- Герой Социалистического Труда (08.12.1973).
- орден Ленина (08.12.1973)
- орден Октябрьской Революции (22.12.1977)
- орден Трудового Красного Знамени (30.04.1966, 08.04.1971)